# Némedi Árpád
Némedi Árpád (Nagyatád, 1969. május 28. –) magyar színművész, zenész.

## Életpályája
Berzencén nőtt fel. Már gyerekként zenélt. Játszott citerán, gitáron és zongorán. 1987-ben érettségizett a kaposvári Gépipari Szakközépiskolában, majd egy évadot csoportos szereplőként a győri Kisfaludy Színháznál töltött. 1988-2014 között a kaposvári Csiky Gergely Színház tagja volt, 1994-től színművésze. 2014-től szabadúszó volt. 2021-től a szombathelyi Weöres Sándor Színház társulatának tagja.
Színészi munkái mellett zenéléssel és zeneszerzéssel is foglalkozik.
2017-2020 között a Színház- és Filmművészeti Egyetem drámainstruktor-színjátékos szakos hallgatója volt, 2021-ben kapott diplomát.

### Magánélete
Volt felesége Kovács Andrea jelmeztervező akitől 2020-ban elvált.

## Fontosabb színpadi szerepei
- William Shakespeare
  - Romeo és Júlia – Baltazár, Romeo legénye
  - Titus Andronicus – Chiron, Tamora fia
  - Julius Caesar – Decius Brutus
  - A windsori víg nők – Page, windsori polgár
  - A makrancos hölgy – Hortensio (átöltözve Litio)
  - Ahogy tetszik – Villi, parasztlegény, Juci imádója
  - Vízkereszt, vagy bánom is én – Fábián, Olívia háznépének tagja
  - A velencei kalmár – Lanzelo
- Molière: Don Juan – Sganarelle, Don Juan szolgája
- Carlo Goldoni
  - Karneválvégi éjszaka – Anzoletto
  - Chioggiai csetepaté – Toffolo (Cristoforo), hajóslegény; A görög
  - Mirandolina – Fabrizio, a fogadó pincére
  - Nyaralás – Ferdinando (mások nyakán potyázó)
  - A kávéház – Zenész
  - Terecske – Sansuga, pincér a fogadóban
- Johann Nepomuk Nestroy: A talizmán – Georges (György), inas
- Szophoklész
  - Oidipusz király – Kar
  - Antigoné – Vénember (karvezető); Haimón
- E. T. A. Hoffmann – Kapecz Zsuzsa – Gothár Péter: Diótörő – Diótörő, titkos herceg; Egy fiú a házból
- Georg Büchner: 
  - Woyzeck – Karl
  - Danton halála – Saint-Just
- Bertolt Brecht: Koldusopera – Bicska Maxi
- Friedrich Dürrenmatt
  - Az öreg hölgy látogatása...Loby, vak
  - A nagy Romulus – Spurius Titus Mamma, a lovasság prefektusa
- Henrik Ibsen: Peer Gynt – Begriffenfeld
- Federico García Lorca: Yerma – Fiú
- Frank Wedekind: Keith márki – Kreinzl, építési vállalkozó
- Fjodor Mihajlovics Dosztojevszkij: Bűn és bűnhődés – Mityka, szobafestő
- Alekszandr Nyikolajevics Osztrovszkij
  - Vihar – Vanya Kudrjas, fiatalember
  - Erdő – Milonov
- Anton Pavlovics Csehov: Három nővér – Szoljonij, Vaszilij Vasziljevics
- Mihail Afanaszjevics Bulgakov
  - Kutyaszív – Svonder (lakóbizottság, polgártárs, elnök, szagtalan)
  - Képmutatók cselszövése – Pierre Vaillant, színész
- Venyegyikt Vasziljevics Jerofejev: Walpurgis-éj, avagy a kővendég léptei – Aljoha, csúfnevén Ellenzéki:
- Sólem Aléchem – Jerry Bock: Hegedűs a háztetőn – Orosz; Náhum, koldus ; Jászl, kalapos
- Arthur Schnitzler: A Bernhardi-ügy – Dr. Feuermann, körorvos Oberhollabrunnban
- Witold Gombrowicz
  - Yvonne, burgundi hercegnő – Úr
  - Operett – Csirkefogó II.
- Georges Feydeau: Bolha a fülbe – Camille Chandebise; Finache doktor
- Erich Kästner: Május 35 avagy Konrád a Csendes-óceánhoz lovagol – Konrád, Cilinder unokaöccse, 5. b-s tanuló
- Bohumil Hrabal: Sörgyári capriccio – Boda Cervinka, mesterfodrász
- Rolf Hochhuth: A helytartó – Eichmann, Obersturmbannführer; Rendőrfőnök; Müller-Saale, az esseni Krupp-művektől
- Martin McDonagh: Az inishmore-i hadnagy – Brendan, észak-ír
- Peter Shaffer: Sötét komédia – Melkett ezredes
- Jay, Antony – Lynn, Jonathan: Igenis, miniszterelnök úr! – Kumranisztán nagykövete
- Paul Pörtner: Hajmeresztő – Tony Whitcomb, a Hayas Hajmeresztő szalon tulajdonosa
- Hugh Wheeler: Sweeney Todd, a véres londoni borbély – Tobias
- Alex Koenigsmark: Susogó ligetek ünnepe – Bohumil Dolezal, vállalkozó
- Marin Držić: Dundo Maroje – Csoki
- Ivan Kušan: Galócza – Miroszlav Frankics
- Tom Stoppard: Rosencrantz és Guildenstern halott – Rosencrantz
- Andrzej Saramonowicz: Tesztoszteron – Dió, dobos
- Samuel Spewack – Bella Spewack: Csókolj meg, Katám! – 1. Gengszter
- Dale Wasserman – Mitch Leigh: La Mancha lovagja – Szolga; Sancho Panza
- Alan Jay Lerner: My Fair Lady – Csavargó
- Joe Masteroff – John Kander – Fred Ebb: Kabaré – Konferanszié
- Georg Malvius: Elvira Madigan – Anders Hedin zászlós, Sixten barátja
- Fazekas Mihály: Lúdas Matyi – Lúdas Matyi
- Tóth Ede: A falu rossza – Ádus, vén cimbalmos
- Csepreghy Ferenc: A sárga csikó – Peti, Gelecséri fia
- Szigligeti Ede – Mohácsi István – Mohácsi János: Liliomfi – Uracs
- Nagy Ignác: Tisztújítás – Darabos, jurátus
- Bíró Lajos: Sárga liliom – Karcsi
- Bródy Sándor: A tanítónő – Postás
- Molnár Ferenc: Egy, kettő, három – Dr. Wolff
- Móricz Zsigmond: Nem élhetek muzsikaszó nélkül – Mircse, cigányprímás
- Móricz Zsigmond – Tóth Réka Ágnes: Kivilágos kivirradtig – Faragó, ispán
- Kosztolányi Dezső – Babarczy László: Néró, a véres költő – Britannicus, Néró mostohatestvére
- Ödön von Horváth: Kasimir és Karoline – Szemes Franz
- Rejtő Jenő: Vesztegzár a Grand Hotelban – Félix van Gulen
- Horváth Péter: Csao Bambino – Kopecsni
- Horváth Péter – Presser Gábor – Sztevanovity Dusán: A padlás – Lámpás, a törpe, zsörtölődő szellem, 670 éves
- Jeles András: Szenvedéstörténet – Csók
- Egressy Zoltán: Portugál – Bece
- Darvasi László – Füst Milán: Störr kapitány – Bart, az inas
- Tasnádi István: 
  - Kokainfutár – Norbi, Apáék fia és identitászavar
  - Világjobbítók – Tököli Sándor
  - Paravarieté – Ezerarcú fregoli
  - Finito – Dr. Juhos Buda, rendőrőrnagy
- Pintér Béla – Darvas Benedek: Gyévuska – Heinz Ármin, zsidó munkaszolgálatos
- Háy János: A kéz – Matektanár
- Parti Nagy Lajos – Mohácsi István – Mohácsi János: Köd utánam – Álomtitkár
- Szőcs Artur: Cigánytábor az égbe megy – Aralambi
- Gáspár Ildikó: Kék angyal, avagy egy zsarnok vége – Müller ügyvéd; Hajóskapitány
- Lőrinczy Attila: Balta a fülbe – Buci, Richárd barátja
- Carlo Collodi – Litvai Nelli: Pinokkió, a hosszúorrú fabáb története – Kanóc; I. nyest
- Jevgenyij Lvovics Svarc: Hókirálynő – Kay
- Illyés Gyula – Litvai Nelli: Szélkötő Kalamona – Rontó Palkó
- Nemes Nagy Ágnes: Bors néni – Játékmester
- Weöres Sándor: Holdbéli csónakos – Holdbéli csónakos
- Szálinger Balázs: A csillagszemű juhász – A férfi, aki valamit mondana
- Felhőfi-Kiss László: Ellopott holdfény – Retek
- Johann Strauss: A cigánybáró – Barinkay
- Huszka Jenő:
  - Lili bárónő – Frédi
  - Erzsébet – Flórián
- Lehár Ferenc: A víg özvegy – Nyegus, mindenes
- Kálmán Imre: Csárdáskirálynő – Ady Endre
- Szirmai Albert – Bakonyi Károly – Gábor Andor: Mágnás Miska – Ibolya Mihály, lovász az Eleméry kastélyban
- Zerkovitz Béla: Csókos asszony – Ibolya Ede

## Zeneszerzés
Színházi zenéiből: 
- Szakonyi Károly: Adáshiba Pécsi Nemzeti Színház, 2002)
- Mihail Afanaszjevics Bulgakov: Kutyaszív (Csiky Gergely Színház, 2003)
- Háy János: A Senák (Nemzeti Színház, 2004)
- Bíró Lajos: Sárga liliom (Nemzeti Színház, 2003)
- Felhőfi-Kiss László: Ellopott Holdfény (Csiky Gergely Színház, 2008)
- William Shakespeare: A makrancos hölgy (Kőszegi Várszínház, 2009)
- April De Angelis: Színházi bestiák (Csiky Gergely Színház, 2011)
- Carlo Goldoni: A kávéház (Kőszegi Várszínház, 2013)
- William Shakespeare: Vízkereszt, vagy bánom is én (Kőszegi Várszínház, 2014)
- Tóth Ede: A falu rossza (Kőszegi Várszínház, 2015)
- Fésűs Éva: Ajnácska (Csiky Gergely Színház, 2015)
- Carlo Goldoni: Terecske (Kőszegi Várszínház, 2016)
- Johann Nepomuk Nestroy: A talizmán (Kőszegi Várszínház, 2017)
- Michael Ende: A pokoli puncs-pancs (Pinceszínház, 2016; Pécsi Nemzeti Színház, 2018)
- Paul Portner: Hajmeresztő (Kőszegi Várszínház, 2018)
- Szophoklész: Antigoné (Weöres Sándor Színház, 2022) (Szabó Róbert Endrével közösen)

## Filmes és televíziós szerepei
- Brigi és Brúnó (2023)
- Doktor Balaton (2021)
- Apatigris (2020)
- Kisváros (1997)
- Sose halunk meg (1992)

## Díjai és kitüntetései
- Színikritikusok díja – A legjobb férfi mellékszereplő (1999-2000): Világjobbítók, Kaposvári Csiky Gergely Színház
- Bezerédj-díj (2007)